# Capanea
Capanea es un género de plantas de la familia Gesneriaceae, con ocho especies

## Hábitat
Las especies son epífitas y se producen en América Central y las regiones andinas de América del Sur. 
Recientes estudios filogenéticos sugieren que las  especies de Capanea están anidadas dentro del género Kohleria Roalson et al., 2005a) y ambas especies recientemente se han trasladado a Kohleria (Roalson et al., 2005b). Sin embargo, las especies de Capanea  son morfológicamente muy diferente a las especies de Kohleria son epífitas en su hábito, la ausencia de rizomas escamosos, capitados estigmas, y 4-valvas por cápsula de este género es probable que se encuentren en la literatura botánica en los años venideros. 

## Taxonomía
El género fue descrito por Joseph Decaisne y publicado en Revue Horticole 3: 241, f. 13. 1849. La especie tipo es: Capanea grandiflora (Kunth) Decne. 

## Especies
- Capanea affinis Fritsch
- Capanea andina Fritsch
- Capanea chiriquana C.V.Morton in Woodson & Seibert
- Capanea hansteinii Fritsch
- Capanea peruviana Fritsch
- Capanea picturata Donn.Sm.
- Capanea quitensis Fritsch
- Capanea urceolata Fritsch